# Lavau (Yonne)
Pour les articles homonymes, voir Lavau.
Lavau est une commune française située dans le département de l'Yonne en région Bourgogne-Franche-Comté.

## Géographie

### Climat
Pour des articles plus généraux, voir Climat de la Bourgogne-Franche-Comté et Climat de l'Yonne.
En 2010, le climat de la commune est de type climat océanique dégradé des plaines du Centre et du Nord, selon une étude du Centre national de la recherche scientifique s'appuyant sur une série de données couvrant la période 1971-2000. En 2020, Météo-France publie une typologie des climats de la France métropolitaine dans laquelle la commune est exposée à un climat océanique altéré et est dans la région climatique  Centre et contreforts nord du Massif Central, caractérisée par un air sec en été et un bon ensoleillement. 
Pour la période 1971-2000, la température annuelle moyenne est de 11,1 °C, avec une amplitude thermique annuelle de 15,7 °C. Le cumul annuel moyen de précipitations est de 790 mm, avec 11,3 jours de précipitations en janvier et 7,7 jours en juillet. Pour la période 1991-2020, la température moyenne annuelle observée sur la station météorologique de Météo-France la plus proche, « Saint Privé », sur la commune de Saint-Privé à 10 km à vol d'oiseau, est de 11,3 °C et le cumul annuel moyen de précipitations est de 769,7 mm. 
La température maximale relevée sur cette station est de 41,8 °C, atteinte le 25 juillet 2019 ; la température minimale est de −15,5 °C, atteinte le 19 décembre 2009,,. 
Les paramètres climatiques de la commune ont été estimés pour le milieu du siècle (2041-2070) selon différents scénarios d'émission de gaz à effet de serre à partir des nouvelles projections climatiques de référence DRIAS-2020. Ils sont consultables sur un site dédié publié par Météo-France en novembre 2022.

## Urbanisme

### Typologie
Au 1er janvier 2024, Lavau est catégorisée commune rurale à habitat dispersé, selon la nouvelle grille communale de densité à sept niveaux définie par l'Insee en 2022.
Elle est située hors unité urbaine et hors attraction des villes,.

### Occupation des sols
L'occupation des sols de la commune, telle qu'elle ressort de la base de données européenne d’occupation biophysique des sols Corine Land Cover (CLC), est marquée par l'importance des forêts et milieux semi-naturels (53,8 % en 2018), en augmentation par rapport à 1990 (52,6 %). La répartition détaillée en 2018 est la suivante : 
forêts (53,8 %), terres arables (31,5 %), prairies (8,6 %), zones agricoles hétérogènes (5,4 %), zones urbanisées (0,6 %). L'évolution de l’occupation des sols de la commune et de ses infrastructures peut être observée sur les différentes représentations cartographiques du territoire : la carte de Cassini (XVIIIe siècle), la carte d'état-major (1820-1866) et les cartes ou photos aériennes de l'IGN pour la période actuelle (1950 à aujourd'hui).

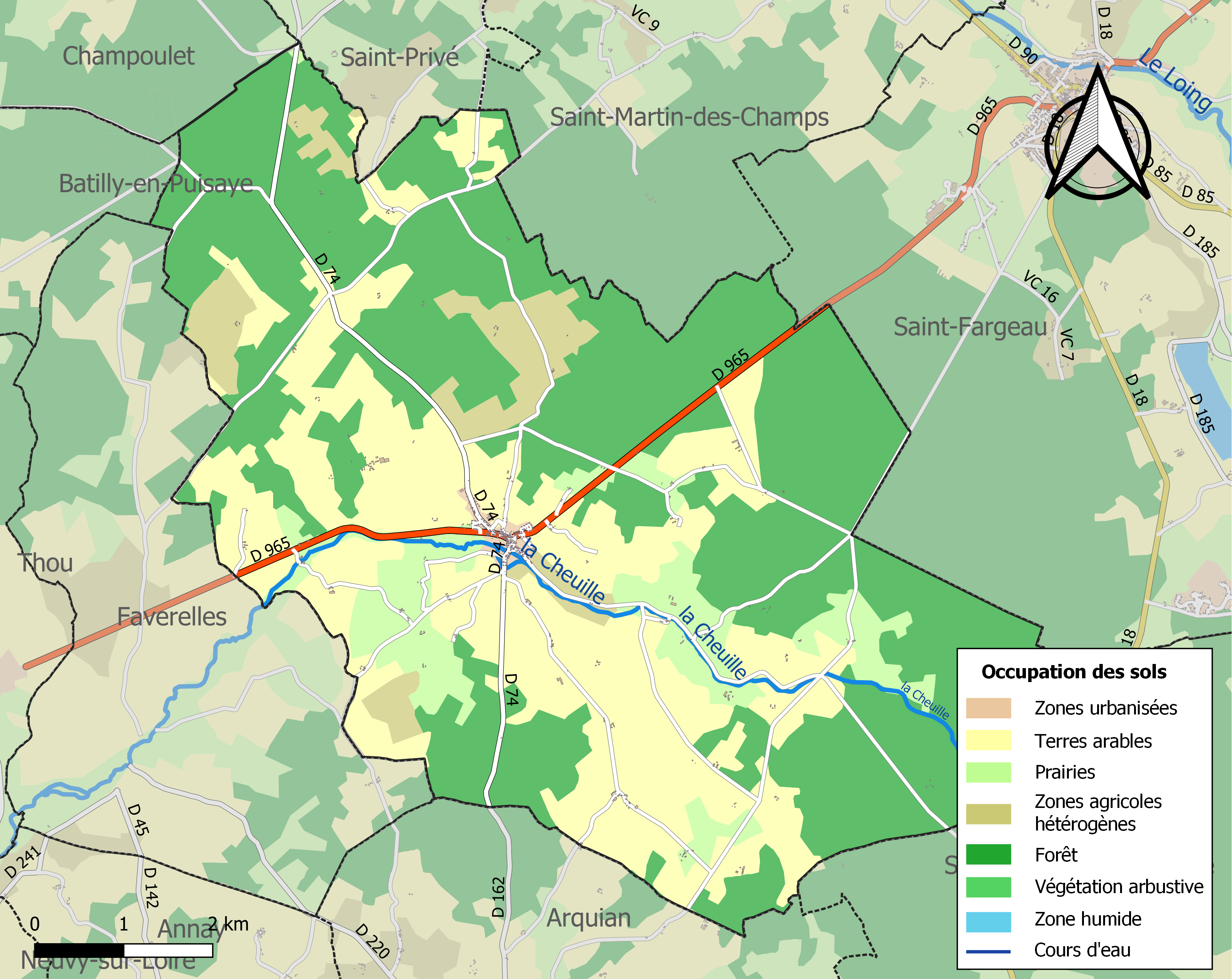
Carte des infrastructures et de l'occupation des sols de la commune en 2018 (CLC).

## Histoire
La seigneurie de Lavau, propriété de l'argentier royal Jacques Cœur, lui est confisqué en 1453 et est distribuée à son principal persécuteur Antoine de Chabannes, en même temps que nombre d'autres seigneuries de la région.

## Politique et administration

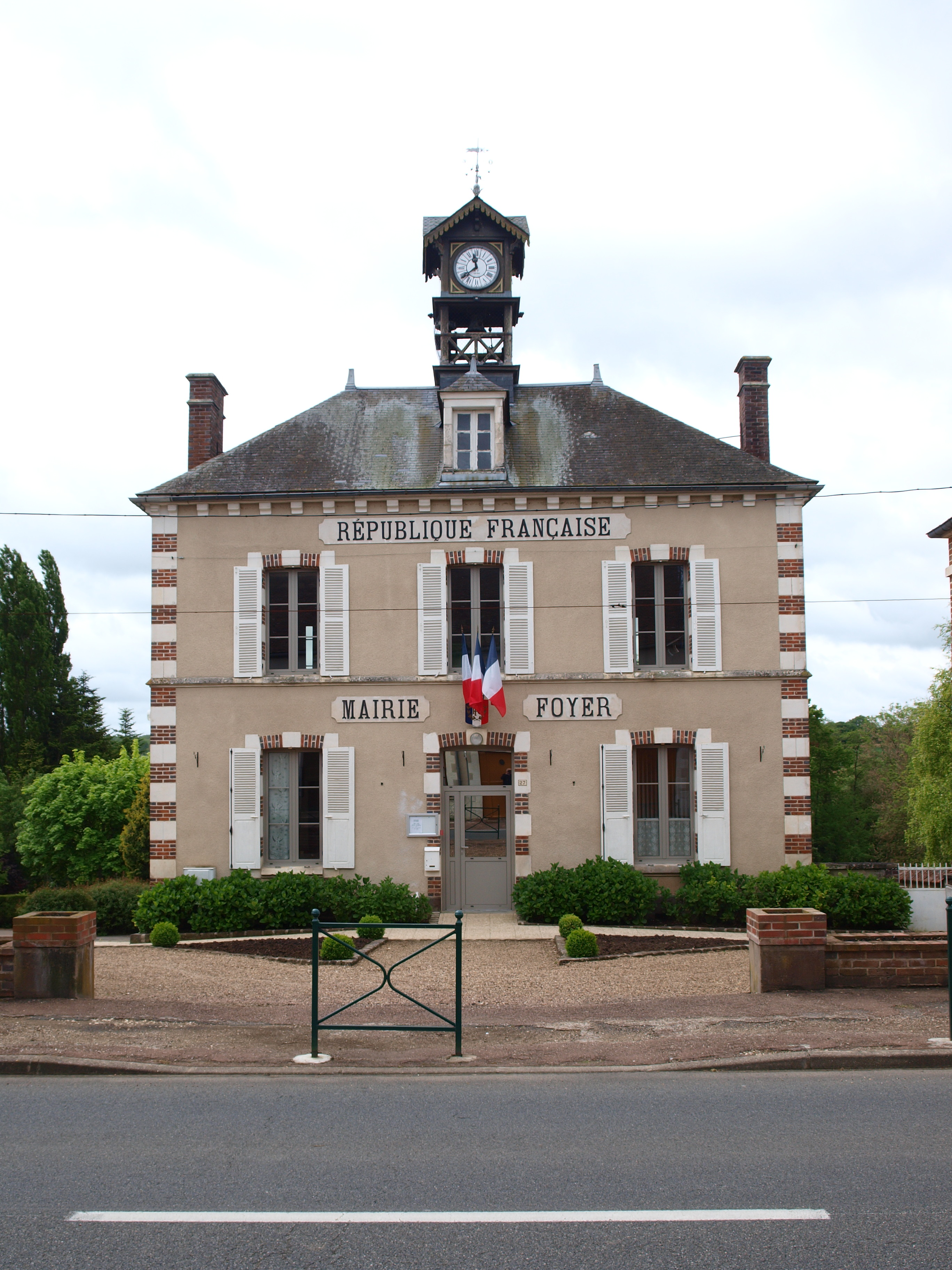
Mairie de Lavau

| Période                                  | Période  | Identité                    | Étiquette | Qualité     |
| ---------------------------------------- | -------- | --------------------------- | --------- | ----------- |
| 1919                                     | 1923     | Eugène Frossard (1877-1923) | PCF       | Cultivateur |
| 1923                                     | 1929     | Henri Garnois               |           |             |
| 1929                                     | 1935     | Emile Frottier              |           |             |
| 1935                                     | 1947     | Henri Garnois               |           |             |
| 1947                                     | 1952     | Andre Chevalier             |           |             |
| 1952                                     | 1959     | Victor Gaudry               |           |             |
| 1959                                     | 1971     | Philippe d'Astorg           |           |             |
| 1971                                     | 1977     | Hubert Dablin               |           |             |
| 1977                                     | 1983     | Francis Fautras             |           |             |
| 1983                                     | 1989     | Marcel Delapierre           |           |             |
| 1989                                     | 1995     | Jacques Tison               |           |             |
| 1996                                     | En cours | Gérard d'Astorg             |           |             |
| Les données manquantes sont à compléter. |          |                             |           |             |

## Démographie
L'évolution du nombre d'habitants est connue à travers les recensements de la population effectués dans la commune depuis 1793. Pour les communes de moins de 10 000 habitants, une enquête de recensement portant sur toute la population est réalisée tous les cinq ans, les populations de référence des années intermédiaires étant quant à elles estimées par interpolation ou extrapolation. Pour la commune, le premier recensement exhaustif entrant dans le cadre du nouveau dispositif a été réalisé en 2006.

En 2022, la commune comptait 391 habitants, en évolution de −16,63 % par rapport à 2016 (Yonne : −1,95 %, France hors Mayotte : +2,11 %).
| 1793  | 1800  | 1806 | 1821  | 1831  | 1836  | 1841 | 1846  | 1851  |
| ----- | ----- | ---- | ----- | ----- | ----- | ---- | ----- | ----- |
| 1 096 | 1 063 | 976  | 1 013 | 1 013 | 1 020 | 976  | 1 129 | 1 192 |

| 1856  | 1861  | 1866  | 1872  | 1876  | 1881  | 1886  | 1891  | 1896  |
| ----- | ----- | ----- | ----- | ----- | ----- | ----- | ----- | ----- |
| 1 235 | 1 257 | 1 358 | 1 344 | 1 302 | 1 361 | 1 331 | 1 332 | 1 251 |

| 1901  | 1906  | 1911  | 1921 | 1926 | 1931 | 1936 | 1946 | 1954 |
| ----- | ----- | ----- | ---- | ---- | ---- | ---- | ---- | ---- |
| 1 162 | 1 157 | 1 164 | 979  | 956  | 958  | 888  | 769  | 691  |

| 1962 | 1968 | 1982 | 1990 | 1999 | 2006 | 2011 | 2016 | 2021 |
| ---- | ---- | ---- | ---- | ---- | ---- | ---- | ---- | ---- |
| 557  | 586  | 403  | 394  | 459  | 515  | 500  | 469  | 414  |

| 2022 | - | - | - | - | - | - | - | - |
| ---- | - | - | - | - | - | - | - | - |
| 391  | - | - | - | - | - | - | - | - |

## Lieux et monuments

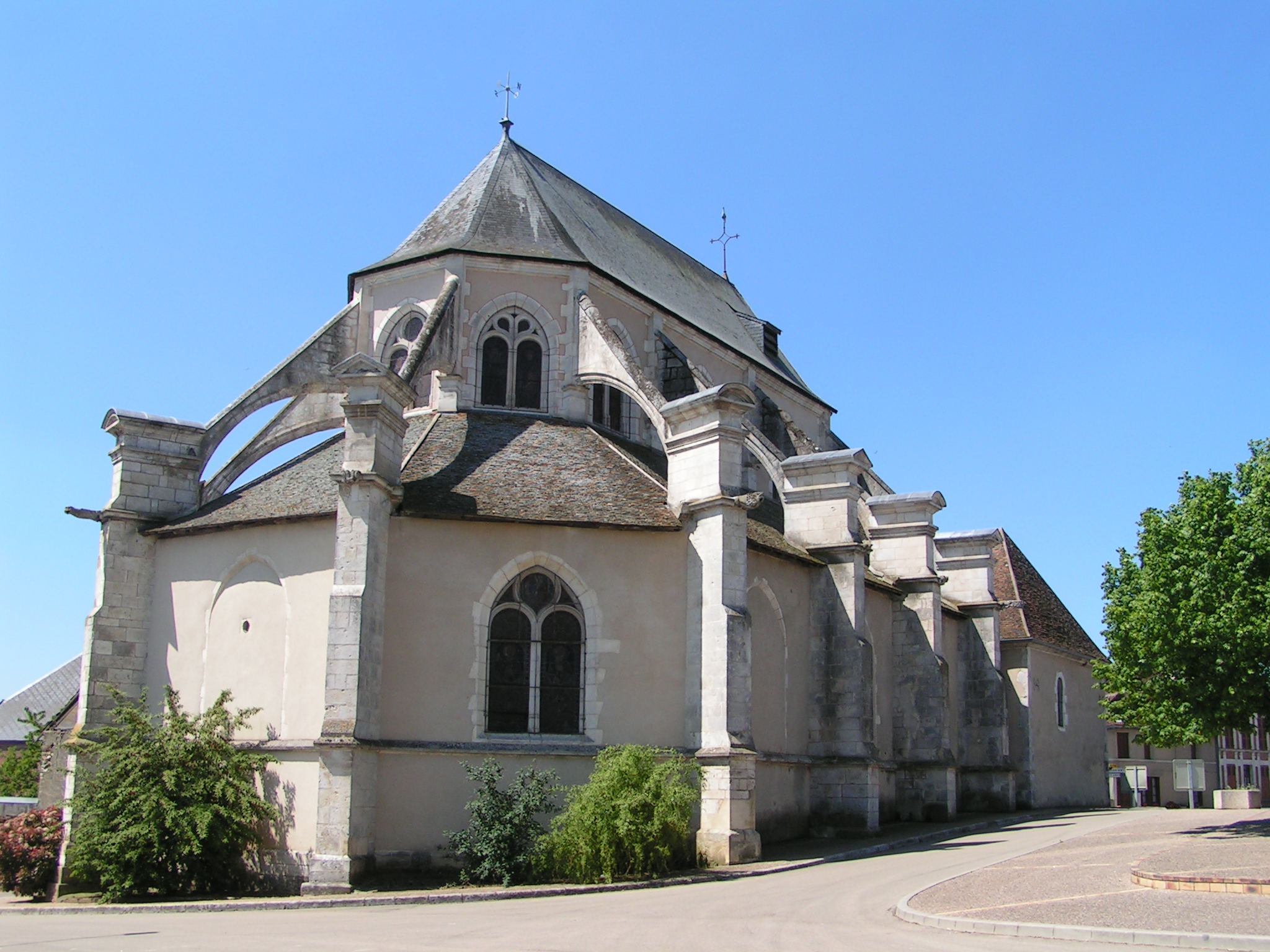
Église Saint-Germain.

Monument imposant inscrit à l’inventaire des monuments historiques, XIIe-XVe pour la nef et les deux chapelles. En 1591, l’ensemble est dévasté. Fin XVIe, dans le prolongement des ruines est construit le chœur que l’on doit à Henri de Bourbon Montpensier, grand-père de la Grande Mademoiselle. Puis la nef est restaurée à la fin du XVIIe. Le clocher flanqué de quatre clochetons est incendié par la foudre le 16 mai 1891 et n’a jamais été reconstruit.
L’ensemble du chœur a un système d’arcature ogival. Il est éclairé par 9 baies géminées (groupées par deux), la nef est voûtée en berceau bois.

## Pour approfondir